# Aichi AB-1
«Айчі AB-1» (англ. Aichi AB-1, від Aichi Biplane) — одномоторний дерев'яний поштовий літак-біплан, створений компанією Aichi на основі розвідувального гідроплана Heinkel HD 25, який компанія виготовляла за ліцензією. Літак міг перевозити чотирьох пасажирів і використовувати поплавкове чи сухопутне шасі.

## Історія
У лютому 1926 року авіаційний відділ Міністерства зв'язку запропонував конкурс на створення японського пасажирського літака з державним фінансуванням. Aichi вирішили взяти участь у конкурсі, використавши за основу гідроплан HD 25. Конструктор Токучіро Ґомей збільшив загальні розміри літака, стійки між крилами були посилені з V-подібних до N-подібних. Імпортний двигун Napier Lion також замінили на Lorraine 12E Courlis, який Aichi виготовляли за ліцензією.
Це все ще був суцільно-деревяний літак з тканинно-фанерним покриттям, крила могли складатися вперед для компактного зберігання. Розміщений у носі двигун приводив у рух дволопатевий дерев'яний гвинт. За двигуном розміщувалась кабіна для чотирьох пасажирів, а за нею відкрита двомісна кабіна пілотів. Фіксоване шасі могло замінятись на поплавкове за потреби.
У конкурсі взяли участь три проєкти AB-1, Mitsubishi MC-1 (цивільна версія Mitsubishi B1M) і Nakajima N-36. N-36 розбився під час тестового польоту, а AB-1 і MC-1 змогли взяти участь у порівняльних випробуваннях. Хоча за підсумками випробувань AB-1 визнали кращим дизайном, вони обоє мали погану видимість пілотів і міністерство відмовилось від пасажирських біпланів на користь монопланів. У 1929 році стандартним пасажирським літаком Японії став моноплан Fokker Super Universal.
Побудований літак отримав індекс J-BAKL і використовувався державною авіакомпанією «Авіатранспорт Японії» в 1929 році в сухопутному варіанті. Після отримання достатньої кількості Super Universal компанія продала літак приватній авіакомпанії «Токіо Коку», яка використовувала його на маршруті Токіо — Шімода як гідроплан.

## Характеристики
Дані з Japanese Aircraft 1910—1941
|                               |                               | AB-1 сухопутний                       | AB-1 гідроплан                        |
| ----------------------------- | ----------------------------- | ------------------------------------- | ------------------------------------- |
| Екіпаж                        | Екіпаж                        | 2 особи                               | 2 особи                               |
| Пасажиромісткість             | Пасажиромісткість             | 4 особи                               | 4 особи                               |
| Довжина                       | Довжина                       | 9,9 м                                 | 11,26 м                               |
| Висота                        | Висота                        | 3,73 м                                | 4,65 м                                |
| Розмах крил                   | Розмах крил                   | 15,11 м                               | 15,11 м                               |
| Площа крил                    | Площа крил                    | 59,2 м²                               | 59,2 м²                               |
| Маса                          | пустого                       | 1680 кг                               | 2030 кг                               |
| Маса                          | спорядженого                  | 2710 кг                               | 2060 кг                               |
| Навантаження на крило         | Навантаження на крило         | 45,7 кг/м²                            | 51,7 кг/м²                            |
| Двигун                        | Двигун                        | W-подібний Aichi-Lorraine 12E Courlis | W-подібний Aichi-Lorraine 12E Courlis |
| Потужність                    | номінальна                    | 250-485 к. с.                         | 250-485 к. с.                         |
| Потужність                    | питома                        | 6,0 кг/к. с.                          | 6,8 кг/к. с.                          |
| Швидкість                     | максимальна                   | 196 км/год                            | 180 км/год                            |
| Швидкість                     | крейсерська                   | 140 км/год                            | 130 км/год                            |
| Час підйому на висоту 3000 м. | Час підйому на висоту 3000 м. | 24 хв                                 | 33 хв. 43 c.                          |
| Практична стеля               | Практична стеля               | 4000 м                                | 3500 м                                |